# Mastigodiaptomus purpureus
Mastigodiaptomus purpureus là một loài động vật giáp xác trong họ Diaptomidae. Chúng phân bố từ Cuba đến Haiti.